# توماس بلانكو
توماس بلانكو (بالإسبانية: Tomás Blanco)‏ هو ممثل إسباني، ولد في 10 نوفمبر 1910 في إسبانيا، وتوفي في 16 يوليو 1990 بمدريد في إسبانيا.

## وصلات خارجية
- توماس بلانكو على موقع IMDb (الإنجليزية)
- توماس بلانكو على موقع ألو سيني (الفرنسية)
- توماس بلانكو على موقع أول موفي (الإنجليزية)
- توماس بلانكو على موقع قاعدة بيانات الأفلام السويدية (السويدية)
- توماس بلانكو على موقع قاعدة بيانات الفيلم (الإنجليزية)
- توماس بلانكو على موقع كينوبويسك (الروسية)